# Hipólito (película)
Hipólito es una película argentina del género dramático realizada en el año 2011 y dirigida por Teodoro Ciampagna. Hipólito fue una de las tres películas de cine cordobés que contó con el apoyo de la Provincia de Córdoba y Instituto Nacional de Cine y Artes Audiovisuales (INCAA).
Fue filmada en el Departamento Río Primero de la provincia de Córdoba, incluyendo la localidad de Plaza de Mercedes y la  Estancia San Teodoro.   

## Sinopsis
Un niño de siete años que tiene la posibilidad de conocer en persona a su padre -también llamado Hipólito, militante del partido Unión Cívica Radical- pues hay elecciones en la provincia de Córdoba donde vive y el Partido Conservador gobernante pugna con la UCR que busca ganar la gobernación. 

## Elenco
- Lucas Gamarra ... Hipólito
- Tomás Gianola
- Enrique Liporace
- Pablo Tolosa
- Daniel Valenzuela
- Analía Juan
- Luis Brandoni
- Norberto Álvarez
- Gonzalo Dreizik
- Franco Muñoz
- Maxi Gallo
- Maura Sajeva